# Hiát (lingvistika)
Hiát (lat, hiatus, rozestup, proluka) je ve fonetice přeryv ve výslovnosti dvou sousedních, plnohodnotných a slabikotvorných samohlásek. Může být buď vnitřní v rámci jednoho slova (např. boa, moa, kakao), anebo vnější ve dvou sousedních slovech. Příklad: „Budou u auta“ (tři samohlásky, včetně dvou dvojhlásek, ve třech slabikách). Nemá se vyslovit plynule a druhá samohláska se vyslovuje s explozivním začátkem.
Obecně v mnoha jazycích lze vysledovat tendenci vyhýbat se hiátu, čehož se dá dosáhnout:
- epentezí, vsunutím souhlásky nejčastěji polosamohlásky, např. dětská podoba slova „kakao“ jako "kakało" nebo výslovnost [-ije] ve slovech ekonomie, Marie
- zánik slabičnosti přeměnou samohlásky na polosamohlásku, např. doufat = do + ufat (ze staročeského upvat), obdobně v poutat a přeměna na dvojhlásku
- elize, zánik jedné samohlásky

Velmi zřetelné bylo vyhýbání se hiátu elizí v latinské poezii. I v klasickém sanskrtu je patrný sklon vyhýbat se hiátu podle přesně zpracovaných pravidel sandhi.